# Adriano Bertaccini
Adriano Bertaccini, né le 13 août 2000 à Charleroi en Belgique, est un footballeur belge, d'origine italienne, qui joue au poste d'attaquant au RSC Anderlecht.

## Biographie

### En club
En 2014, Adriano Bertaccini, ainsi que son frère Paolino (nl), troquent le centre de formation du Club Bruges KV pour celui du KRC Genk. En juin 2019, Adriano signe son premier contrat professionnel avec le club limbourgeois. En août 2019, Genk le prête pour une saison au KMSK Deinze, qui évolue alors en première division amateurs et où Adriano retrouve son frère, exilé à l'étranger au FC Arouca lors des deux saisons précédentes.
En septembre 2020, Genk et Bertaccini se séparent, l'attaquant décide de partir à l'Austria Lustenau, club autrichien de deuxième division. Après une saison à l'étranger, il revient en Belgique et signe en Nationale 1 au KVV Thes Sport Tessenderlo. Dès sa première saison, il marque à onze reprises puis vingt-sept fois lors de la saison 2022-2023. Cela lui vaut d'être transféré au RFC Liège, fraîchement promu en division 1B et à la recherche d'un remplaçant pour Jérémy Perbet.
Meilleur buteur du championnat au tournant de l'année, il rejoint l'élite et signe en janvier 2024 un contrat portant jusqu'en 2027 avec le Saint-Trond VV. Auteur de huit buts en dix rencontres au début de la saison 2024-2025, il est nommé joueur du mois d'octobre de la Pro League en octobre 2024.
Le 1er août 2025, alors que les négociations durent déjà depuis mai, il rejoint le RSC Anderlecht pour quatre saisons, jusqu’en 2029,.

### En sélections nationales
Adriano Bertaccini est sélectionné dans chacune des sélections d'âge belges depuis les moins de 15 ans jusqu'aux moins de 19 ans. Il se distingue particulièrement chez les moins de 16 ans, avec lesquels il participe notamment à Coupe égéenne des moins de 16 ans (cs), aussi dénommée Tournoi Bora Öztürk, collectant au total dix sélections et inscrivant trois buts, ainsi qu'avec les moins de 17 ans, décrochant huit sélections, dont trois lors du premier tour des éliminatoires pour l'Euro U17 2017, et inscrivant un doublé face à la Suisse en amical.
Possédant également la nationalité italienne, il avoue avoir une préférence de cœur à l'égard de l'Italie, s'il était présenté devant un choix à effectuer entre les deux sélections nationales.

## Statistiques

### En club
| Saison                | Club                  | Championnat           | Championnat | Championnat | Championnat | Coupe(s) nationale(s) | Coupe(s) nationale(s) | Coupe(s) nationale(s) | Compétition(s) continentale(s) | Compétition(s) continentale(s) | Compétition(s) continentale(s) | Compétition(s) continentale(s) | Autres compétitions | Autres compétitions | Autres compétitions | Autres compétitions | Total | Total | Total |
| Saison                | Club                  | Division              | M.          | B.          | P.d.        | M.                    | B.                    | P.d.                  | Comp.                          | M.                             | B.                             | P.d.                           | Comp.               | M.                  | B.                  | P.d.                | M.    | B.    | P.d.  |
| 2019-2020             | KMSK Deinze (prêt)    | Division 1 Amateur    | 17          | 3           | 0           | -                     | -                     | -                     | -                              | -                              | -                              | -                              | -                   | -                   | -                   | -                   | 17    | 3     | 0     |
| 2020-2021             | Austria Lustenau      | 2. Liga               | 21          | 3           | 0           | -                     | -                     | -                     | -                              | -                              | -                              | -                              | -                   | -                   | -                   | -                   | 21    | 3     | 0     |
| 2021-2022             | THES Sport            | Nationale 1           | 26          | 11          | 0           | 1                     | 1                     | 0                     | -                              | -                              | -                              | -                              | -                   | -                   | -                   | -                   | 27    | 12    | 0     |
| 2022-2023             | THES Sport            | Nationale 1           | 36          | 27          | 0           | -                     | -                     | -                     | -                              | -                              | -                              | -                              | -                   | -                   | -                   | -                   | 36    | 27    | 0     |
| Sous-total            | Sous-total            | Sous-total            | 62          | 38          | 0           | 1                     | 1                     | 0                     | -                              | -                              | -                              | -                              | -                   | -                   | -                   | -                   | 63    | 39    | 0     |
| 2023-2024             | RFC Liège             | Division 1B           | 17          | 11          | 0           | 1                     | 0                     | 0                     | -                              | -                              | -                              | -                              | -                   | -                   | -                   | -                   | 18    | 11    | 0     |
| 2023-2024             | Saint-Trond VV        | Division 1A           | 3           | 0           | 0           | -                     | -                     | -                     | -                              | -                              | -                              | -                              | PO2                 | 10                  | 4                   | 1                   | 13    | 4     | 1     |
| 2024-2025             | Saint-Trond VV        | Division 1A           | 27          | 16          | 1           | 3                     | 0                     | 0                     | -                              | -                              | -                              | -                              | PO3                 | 6                   | 5                   | 3                   | 36    | 21    | 4     |
| 2025-2026             | Saint-Trond VV        | Division 1A           | 1           | 1           | 1           | -                     | -                     | -                     | -                              | -                              | -                              | -                              | -                   | -                   | -                   | -                   | 1     | 1     | 1     |
| Sous-total            | Sous-total            | Sous-total            | 31          | 17          | 2           | 3                     | 0                     | 0                     | -                              | -                              | -                              | -                              | -                   | 16                  | 9                   | 4                   | 50    | 26    | 6     |
| 2025-2026             | RSC Anderlecht        | Division 1A           | 3           | 1           | 0           | -                     | -                     | -                     | C3+C4                          | 0+2                            | 0+0                            | 0+2                            | -                   | -                   | -                   | -                   | 5     | 1     | 2     |
| Total sur la carrière | Total sur la carrière | Total sur la carrière | 151         | 73          | 2           | 5                     | 1                     | 0                     | -                              | 2                              | 0                              | 2                              | -                   | 16                  | 9                   | 4                   | 174   | 83    | 8     |

## Palmarès

### En club
|  |  | KMSK Deinze - Championnat de Belgique de troisième division (1) : - Champion : 2020 |

### Distinctions personnelles
- Meilleur buteur de Nationale 1 en 2023 (27 buts).
- Joueur du mois d'octobre de la Pro League en 2024.
- Co-meilleur buteur de Pro League en 2025 (21 buts).

## Vie privée
Adriano Bertaccini est le frère de Paolino Bertaccini (nl), également footballeur.